# Andreas Granskov Hansen
Andreas Granskov Hansen (* 5. März 1989 in Gladsaxe), manchmal verkürzt als Andreas Granskov oder im Nachnamen mit Bindestrich bezeichnet, ist ein dänischer ehemaliger Fußballspieler. Er wurde im Sturm eingesetzt.

## Laufbahn

### Im Verein
Jugendstationen und erste Profiligaerfahrung in Deutschland
Granskov begann das Fußballspielen 1997 beim Törveparken SK. Von dort wechselte er 1999 zunächst zum AB Kopenhagen und 2006 zu Werder Bremen. Hier spielte er bis 2008 in der A-Junioren-Bundesliga, kam jedoch schon in der Saison 2007/08 zu einigen Einsätzen in der zweiten Seniorenmannschaft. In der Spielzeit 2008/09 war er fester Bestandteil des Drittligateams.
Wechsel zurück nach Dänemark
Im Sommer 2009 wechselte er allerdings zurück in seine dänische Heimat, zum FC Nordsjælland, von wo er nach zwei Monaten ohne einen Ligaeinsatz mit dem Profikader zu seinem ehemaligen Jugendverein AB Kopenhagen verliehen wurde, um Spielpraxis zu sammeln. Bereits in der Winterpause 2009/10 wurde er jedoch zurückgeholt und lief daraufhin in der dänischen Superliga neunmal auf, wobei er drei Tore schoss. Auch im Landespokal kam er in fünf Partien zum Einsatz, in denen er vier Treffer erzielte, und trug so dazu bei, dass Nordsjælland in diesem Wettbewerb den Titel erringen konnte, was gleichzeitig den ersten Titelgewinn des Vereins überhaupt bedeutete.

### In der Nationalmannschaft
Von der U-16 bis zur U-21 wurde er in allen Nachwuchsauswahlmannschaften des dänischen Fußballverbandes eingesetzt.

### Erfolge
- 2010: Dänischer Pokalsieger mit dem FC Nordsjælland